# Australopyrum
Australopyrum és un gènere de plantes de la família de les poàcies, ordre de les poals, subclasse de les commelínides, classe de les liliòpsides, divisió dels magnoliofitins.

## Taxonomia
A juny de 2024, el gènere té 5 espècies acceptades:
- Australopyrum calcis Connor i Molloy
  - Australopyrum calcis subsp. calcis
  - Australopyrum calcis subsp. optatum Connor i Molloy
- Australopyrum pectinatum (Labill.) Á. Löve
  - Australopyrum pectinatum subsp. pectinatum
  - Australopyrum pectinatum subsp. retrofractum (Vickery) Á. Löve
  - Australopyrum pectinatum subsp. velutinum (Nees) Á. Löve
- Australopyrum retrofractum (Vickery) Á. Löve
  - Australopyrum retrofractum subsp. retrofractum
  - Australopyrum retrofractum subsp. velutinum (Nees) Á. Löve
- Australopyrum uncinatum Veldkamp
- Australopyrum velutinum (Nees) B.K. Simon